# Județul Suceava (interbelic)
Județul Suceava a fost o unitate administrativă de ordinul întâi din Regatul României, aflată în regiunea istorică Bucovina. Reședința județului era orașul Suceava.

## Întindere

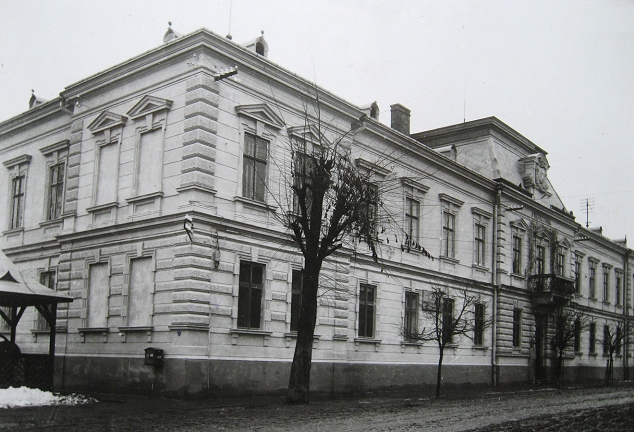
Clădirea Prefecturii județului Suceava din perioada interbelică. Clădirea-monument istoric, construită între anii 1902-1903 în stil baroc și situată pe Str. Ștefan cel Mare nr. 33, a îndeplinit rolul de sediu al Căpităniei Districtului Suceava, iar în prezent este sediu al Muzeului Bucovinei și al Muzeului de Istorie din Suceava.

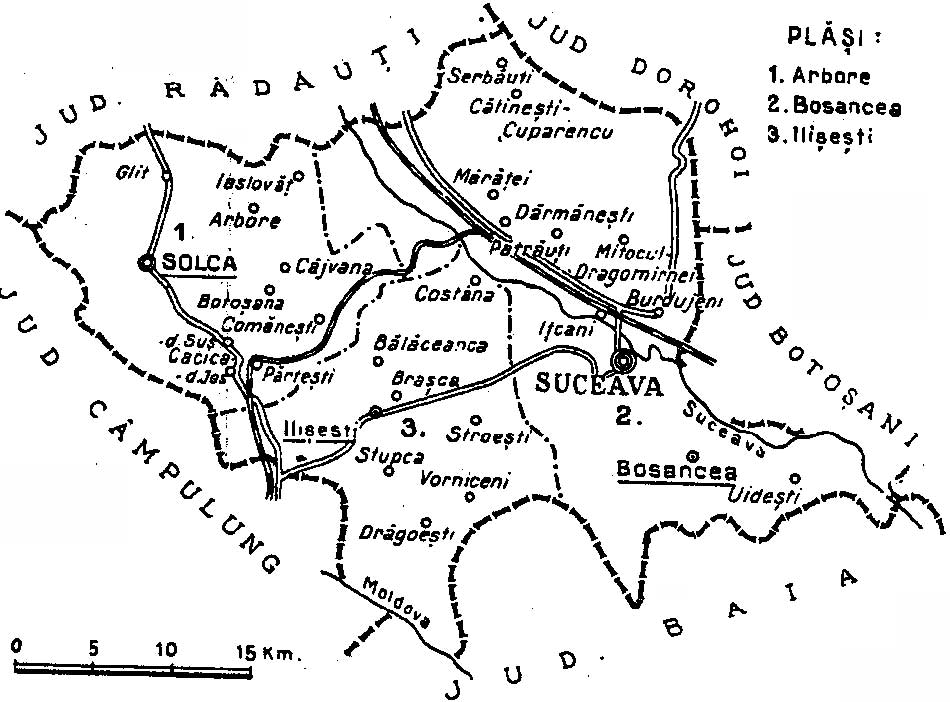
Harta județului, cu dispunerea și denumirea plășilor, în anul 1938.

Județul se afla în partea de nord a României Mari, în regiunea Bucovina de sud, iar actualmente teritoriul lui este în totalitate în județul Suceava, constituind partea central-estică a actualului județ. Din punct de vedere al întinderii, județul Suceava era cel mai mic județ al României interbelice, având o suprafață totală de aproximativ 1.300 km². Se învecina la est cu județele Dorohoi și Botoșani, la nord cu județul Rădăuți, la vest cu județul Câmpulung, iar la sud cu județul Baia. Județul a fost desființat odată cu reforma administrativă din 6 septembrie 1950.

## Organizare
În anul 1930 teritoriul județului era organizat în următoarele trei plăși:
1. Plasa Arbore,
2. Plasa Dragomirna și
3. Plasa Ilișești.

În anul 1938, după reorganizarea administativ-teritorială a județului, acesta cuprindea:
1. Plasa Arbore (cuprindea 15 sate și avea reședința în orașul Solca),
2. Plasa Bosancea (cuprindea 36 de sate și avea reședința în comuna Bosancea) și
3. Plasa Ilișești (cuprindea 17 sate și avea reședința în comuna Ilișești).

În anul 1945, județul a fost împărțit în patru plăși:
1. Plasa Cetatea Sucevei (cuprindea 18 sate și avea reședința în orașul Suceava),
2. Plasa Dărmănești (cuprindea 15 de sate și avea reședința în comuna rurală Dărmănești)
3. Plasa Ilișești (cuprindea 14 sate și avea reședința în comuna rurală Ilișești) și
4. Plasa Solca (cuprindea 15 sate și avea reședința în orașul nereședință Solca).

## Populație
Conform recensământului din 1930 populația județului era de 121.327 locuitori, dintre care 79,5% români, 8,2% germani, 5,5% evrei, 2,7% polonezi, 1,7% ucraineni ș.a. Ca limbă maternă predomina limba română (76,5%), urmată de germană (9,4%), ucraineană (5,5%), idiș (4.3%), poloneză (2,5%) ș.a. Din punct de vedere confesional populația era alcătuită din ortodocși (80,1%), romano-catolici (8,4%), mozaici (5,5%), lutherani (3,3%), greco-catolici (1,4%) ș.a.

### Mediul urban
În 1930 populația urbană a județului era de 19.850 locuitori, dintre care 61.5% români, 18.7% evrei, 13.9% germani, 2.6% polonezi ș.a. Ca limbă maternă la oraș predomina limba română (60.4%), urmată de germană (18.7%), idiș (13.8%), ucraineană (3.2%), poloneză (2.2%) ș.a. Din punct de vedere confesional, orășenimea era formată din 60.6% ortodocși, 18.8% mozaici, 15.3% romano-catolici, 2.0% greco-catolici, 1.7% lutherani, 0.7% baptiști ș.a.
În anul 1930, localitățile urbane ale județului aveau următoarea populație: Suceava – 17.028 locuitori, Solca – 2.822 locuitori.

## Materiale documentare

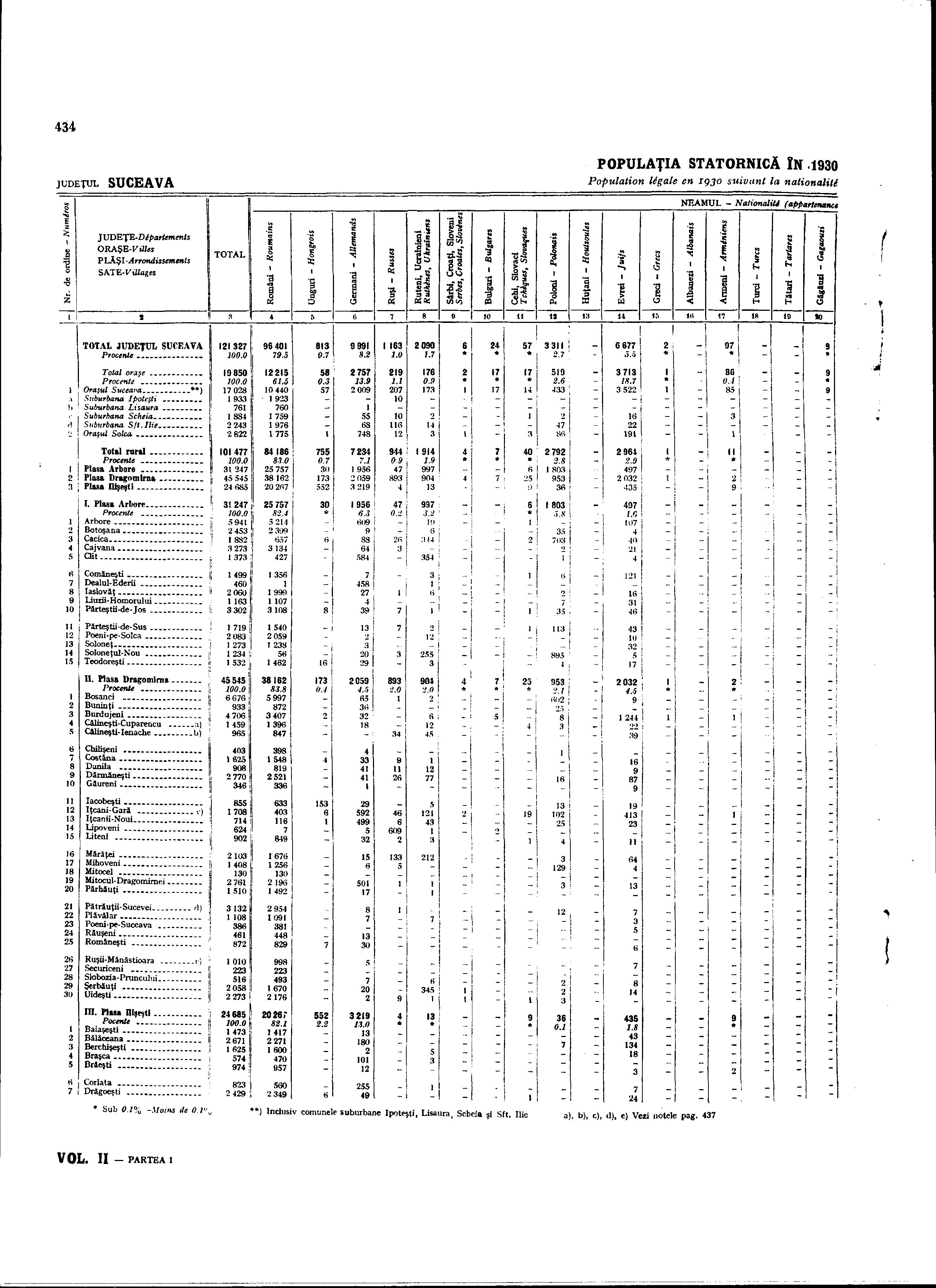
Populația județului în anul 1930, după etnie și limbă maternă
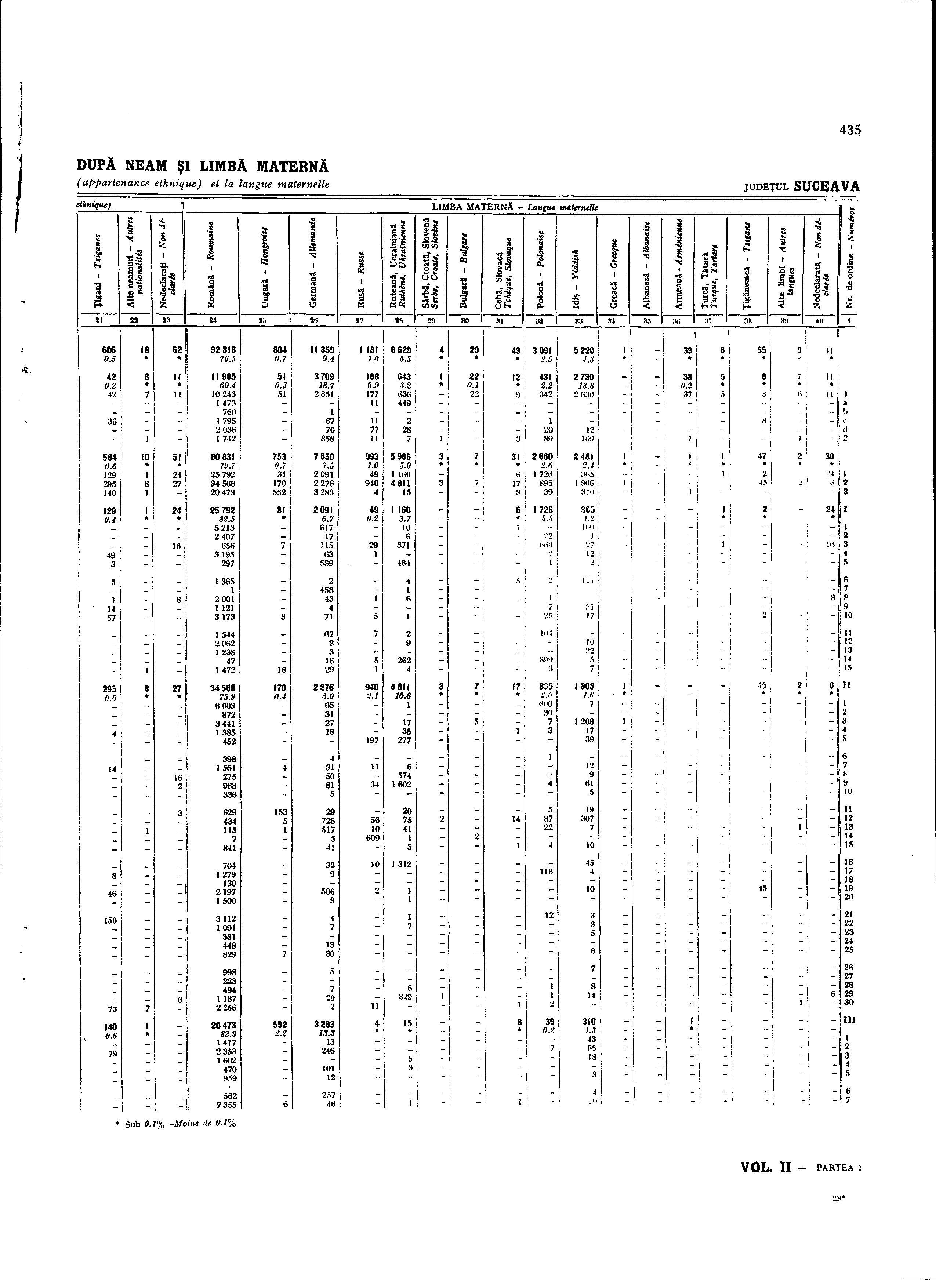
Populația județului în anul 1930, după etnie și limbă maternă
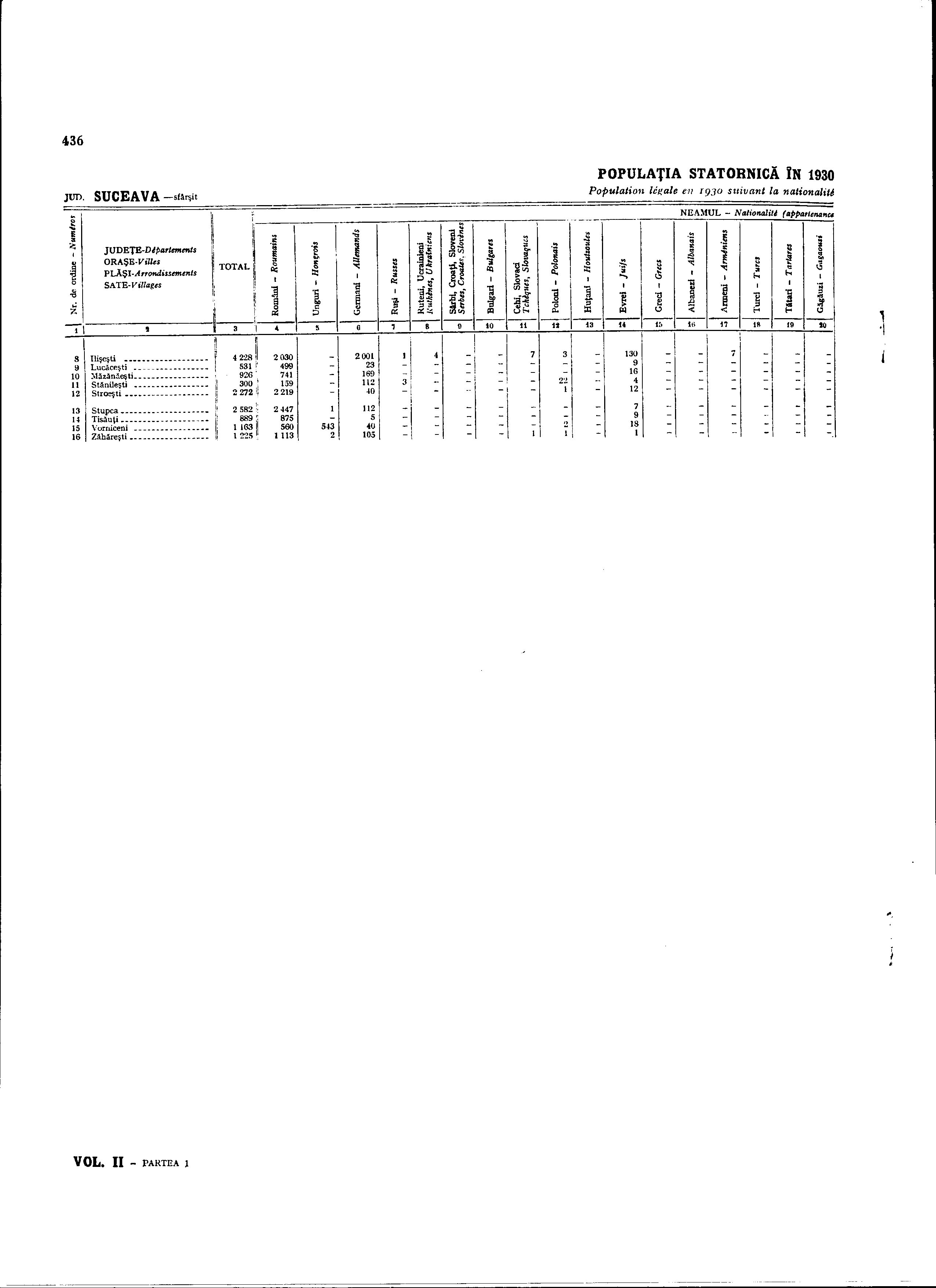
Populația județului în anul 1930, după etnie și limbă maternă
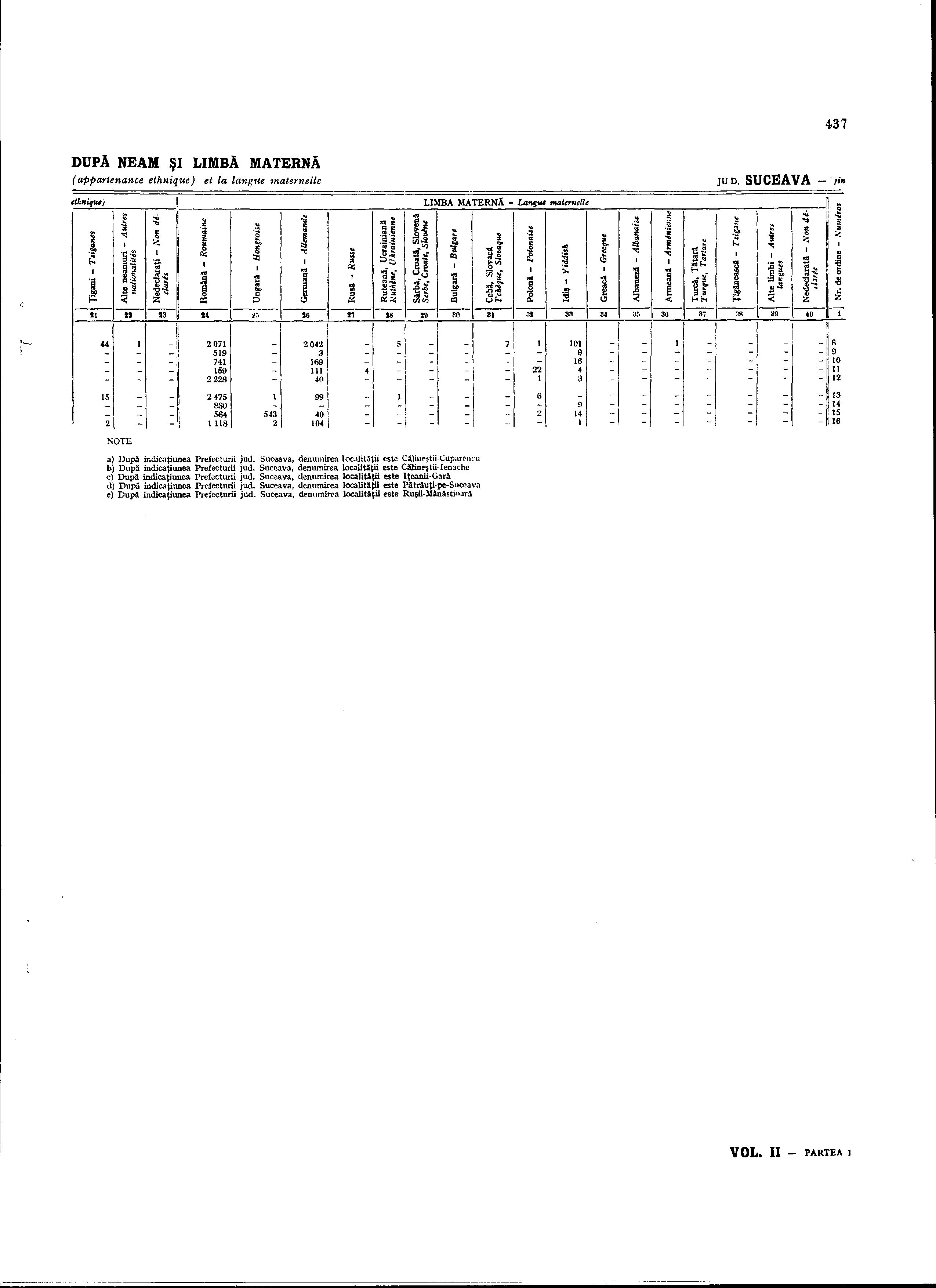
Populația județului în anul 1930, după etnie și limbă maternă
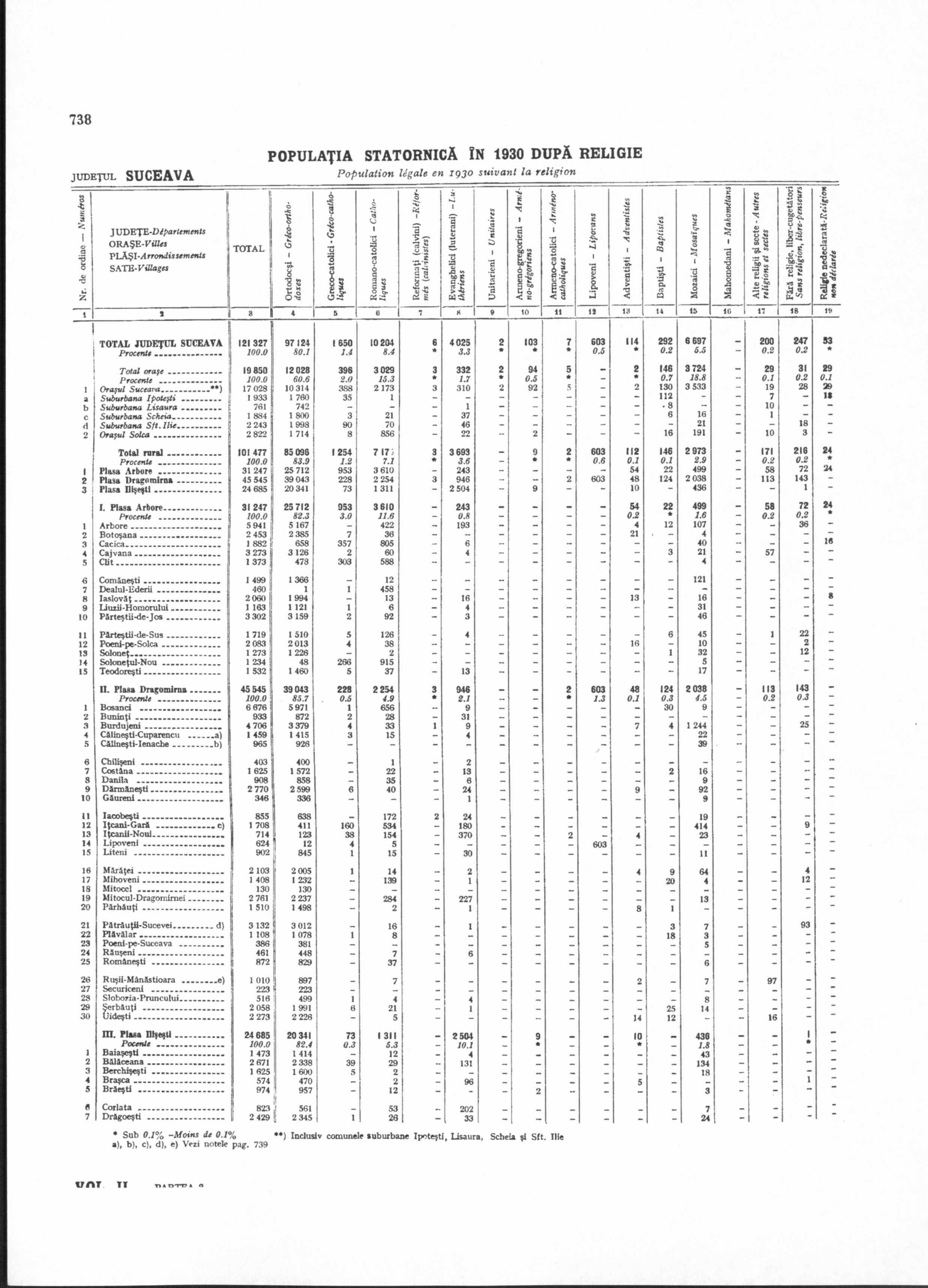
Populația județului în anul 1930, după religie
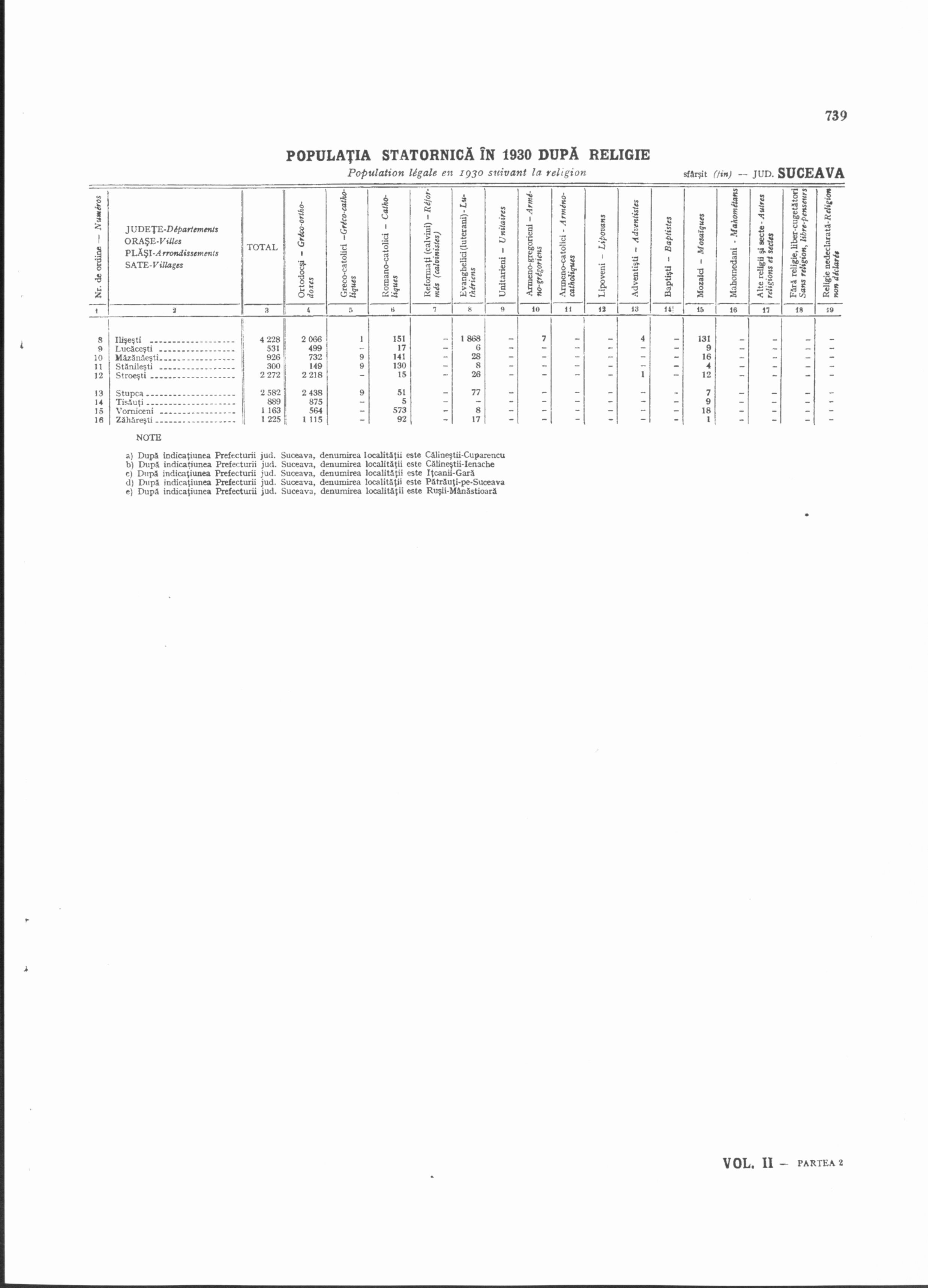
Populația județului în anul 1930, după religie